# ディノ・バッジョ

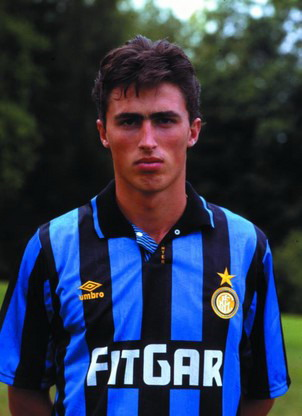
ディノ・バッジョ

ディノ・バッジョ（Dino Baggio、1971年7月24日 - ）は、イタリア・カンポサンピエーロ出身の元サッカー選手。長身でフィジカルに優れ、空中戦に強く、相手の攻撃の芽を摘んで、守備的MFとして、攻守に活躍した。

## 来歴

### クラブ
1989-90シーズン、当時セリエBのトリノでキャリアをスタートさせ、1990-91シーズンの開幕のラツィオ戦でセリエAにデビュー。1991-92シーズン、ユヴェントスが獲得したが、このシーズンはインテルへとレンタルに出された。
ユベントス移籍後、1992－93シーズンのUEFAカップ決勝、ボルシア・ドルトムント戦では1stレグで1ゴール、2ndレグで2ゴールを挙げるなど、大会全体では、8試合で5ゴールの活躍で優勝に貢献した。1993-94シーズンは出場機会を減らした。
1994-95シーズンの開幕前、パルマのオファーを受けるも、当初は移籍を望んでいなかったため、一度はオファーを断った。パルマはアレッサンドロ・デル・ピエロへとターゲットを変え、デル・ピエロのパルマ移籍が成立しそうになったが、更なる出場機会を求めてパルマへ移籍することを決めたため、デル・ピエロの移籍は無くなり、パルマへ加入することとなった。UEFAカップ決勝では古巣のユヴェントスと対戦、1stレグ、2ndレグで共に1得点を挙げ、優勝に貢献した。1996-97シーズンには、これまでで最高位となる、リーグ第2位に入った。1998年10月、パルマ在籍時にUEFA杯でヴィスワ・クラクフと対戦。クラクフ側のサポーターが投げたナイフが頭部に刺さり重傷を負ったことがある。パルマでの6シーズンで308試合に出場、27得点を決めた。
2000-01シーズン開幕後、SSラツィオに移籍。2003-04シーズンにプレミアリーグのブラックバーンへと移籍したが、出場機会は少なく、翌年アンコーナへと移籍。2005-06シーズン、当時セリエBのトリエスティーナで現役を終えた。

### 代表
イタリア代表としては1991年12月21日のキプロス戦（フォッジャ）で代表デビュー。1994 FIFAワールドカップ、1998 FIFAワールドカップ、ユーロ96に出場した。アリゴ・サッキ監督の信頼を勝ち取って、レギュラーに定着した。1994 FIFAワールドカップの予選ではポルトガル戦で本大会出場を決める、決勝ゴールを決め、予選突破に貢献、1994 FIFAワールドカップ本大会ではグループリーグのノルウェー戦で決勝ゴール、準々決勝のスペイン戦では先制点を決めるなど、イタリアの決勝進出に貢献した。1998 FIFAワールドカップでもレギュラーとして活躍した。

### 引退後
引退後は趣味として演劇活動も行っている。
2008年2月からは、3部リーグのTombolo（パドヴァ近郊の町・出身地に近い）に所属。キャリア初期に指導を受けたCesare Crivellaroのもとで週に2回ほどプレーしているという。
2013年6月9日、日伊代表OB戦の「グロリエ・アッズーレ」一員として来日。国立競技場でプレーした。背番号は13

## その他
同時期に同姓のロベルト・バッジョが活躍していたため、「もう一人のバッジョ」と呼ばれていた。ワールドカップでの活躍で人々から認知される様にはなったが、それでも、同性であることが災いして、選手としての活躍がありながらも、ロベルト・バッジョの様な知名度や、活躍に相応しい程の名声は得られなかった。

## 所属クラブ
- 1989-1991  トリノ・カルチョ
- 1991-1992  インテルナツィオナーレ・ミラノ
- 1992-1994  ユヴェントスFC
- 1994-2000  ACパルマ
- 2000-2003  SSラツィオ
- 2003-2004  ブラックバーン・ローヴァーズFC
- 2003-2004  アンコーナ・カルチョ
- 2004-2005  SSラツィオ
- 2005-0000  USトリエスティーナ・カルチョ

## 代表歴

### 出場大会
- イタリア代表
  - 1994 FIFAワールドカップ
  - 1998 FIFAワールドカップ

### 試合数
- 国際Aマッチ 59試合 7得点（1991年-1999年）[9]

| イタリア代表 | 国際Aマッチ | 国際Aマッチ |
| 年           | 出場        | 得点        |
| ------------ | ----------- | ----------- |
| 1991         | 1           | 0           |
| 1992         | 1           | 0           |
| 1993         | 7           | 3           |
| 1994         | 15          | 4           |
| 1995         | 5           | 0           |
| 1996         | 4           | 0           |
| 1997         | 11          | 0           |
| 1998         | 10          | 0           |
| 1999         | 5           | 0           |
| 通算         | 59          | 7           |

## タイトル
トリノ
- 1989-90 : セリエB

ユヴェントス
- 1992-93 : UEFAカップ

パルマ
- 1994-95 : UEFAカップ
- 1999 : スーペルコッパ・イタリアーナ
- 1998-99 : UEFAカップ
- 1998-99 : コッパ・イタリア